# Olympische Jugend-Winterspiele 2024/Teilnehmer (Kirgisistan)
| Gelbes Symbol für Goldmedaillen mit stilisierten Olympischen Ringen | Graues Symbol für Silbermedaillen mit stilisierten Olympischen Ringen | Braundes Symbol für Bronzemedaillen mit stilisierten Olympischen Ringen |
| ------------------------------------------------------------------- | --------------------------------------------------------------------- | ----------------------------------------------------------------------- |
| —                                                                   | —                                                                     | —                                                                       |

Kirgisistan nahm an den Olympischen Jugend-Winterspielen 2024 in der südkoreanischen Provinz Gangwon mit 3 Athleten (2 Männer, 1 Frau) teil.

## Teilnehmer nach Sportart

### Biathlon
| Athleten         | Wettbewerbe    | Zeit        | Fehler      | Rang |
| ---------------- | -------------- | ----------- | ----------- | ---- |
| Männer           |                |             |             |      |
| Artur Saparbekow | 7,5 km Sprint  | 29:38,6 min | 8 (5+3)     | 91   |
| Artur Saparbekow | 12,5 km Einzel | 55:44,1 min | 9 (2+2+4+1) | 87   |

### Ski Alpin
| Athleten        | Wettbewerb         | Lauf 1      | Lauf 1 | Lauf 2      | Lauf 2 | Gesamt      | Gesamt |
| Athleten        | Wettbewerb         | Zeit        | Rang   | Zeit        | Rang   | Zeit        | Rang   |
| --------------- | ------------------ | ----------- | ------ | ----------- | ------ | ----------- | ------ |
| Frauen          |                    |             |        |             |        |             |        |
| Albina Iwanowa  | Riesenslalom       | DNF         | DNF    | DNF         | DNF    | DNF         | DNF    |
| Albina Iwanowa  | Slalom             | 1:06,86 min | 56     | 1:02,83 min | 41     | 2:09,69 min | 41     |
| Männer          |                    |             |        |             |        |             |        |
| Timur Schakirow | Super-G            | —           | —      | —           | —      | 59,67 s     | 46     |
| Timur Schakirow | Alpine Kombination | 58,92 s     | 44     | DNF         | DNF    | DNF         | DNF    |
| Timur Schakirow | Riesenslalom       | 53,83 s     | 46     | 48,95 s     | 34     | 1:42,78 min | 36     |
| Timur Schakirow | Slalom             | 54,27 s     | 51     | DNF         | DNF    | DNF         | DNF    |

### Skilanglauf
| Athleten         | Wettbewerbe     | Qualifikation | Qualifikation | Viertelfinale | Viertelfinale | Halbfinale    | Halbfinale    | Finale        | Finale        | Rang |
| Athleten         | Wettbewerbe     | Zeit          | Rang          | Zeit          | Rang          | Zeit          | Rang          | Zeit          | Rang          | Rang |
| ---------------- | --------------- | ------------- | ------------- | ------------- | ------------- | ------------- | ------------- | ------------- | ------------- | ---- |
| Männer           |                 |               |               |               |               |               |               |               |               |      |
| Artur Saparbekow | Sprint Freistil | 3:34,07 min   | 60            | ausgeschieden | ausgeschieden | ausgeschieden | ausgeschieden | ausgeschieden | ausgeschieden | 59   |